# Nijas Ørnbak-Fjeldmose
Nijas Ørnbak-Fjeldmose, född 15 augusti 1983, är en dansk skådespelare.

## Filmografi
- Jeg ville ønske for dig, 1992, Matthias
- Alletiders jul, 1992-93, Erik Klipping
- Du og jeg, 1994
- Ørnens øje, 1997, Valdemar
- 80% af tiden, 1998
- Toast, 1998-99
- Skjulte spor, 2000, Spike
- Arn - Tempelriddaren, 2007, Sune Folkesson
- Arn - Riket vid vägens slut, 2008, Sune Folkesson